# Tryphon viator
Tryphon viator là một loài tò vò trong họ Ichneumonidae.